# Оричівське міське поселення
О́ричивське міське поселення (рос. Оричевское городское поселение) — адміністративна одиниця у складі Оричивського району Кіровської області Росії. Адміністративний центр поселення — селище міського типу Оричі.

## Історія
Станом на 2002 рік на території сучасного поселення існували такі адміністративні одиниці:
- смт Оричі (смт Оричі)

Поселення було утворене згідно із законом Кіровської області від 7 грудня 2004 року № 284-ЗО у рамках муніципальної реформи.

## Населення
Населення поселення становить 7492 особи (2017; 7496 у 2016, 7584 у 2015, 7490 у 2014, 7656 у 2013, 7723 у 2012, 7962 у 2010, 8050 у 2002).